# 엠파이어 빌더
엠파이어 빌더(영어: Empire Builder)는 미국 중부에서 서부까지 운행되는 장거리 열차 중 하나이다. 그레이트노던 철도에 의해 운행되었지만, 이후에 암트랙이 이 역할을 떠맡아 현재에 이르고 있다. 현재 시카고 합동역에서부터 시애틀에 있는 킹스트리트 역까지 운행되며, 스포케인 (워싱턴주)에서 갈라져 오리건주 유니언 역까지 가기도 한다.
매일 운행되며, 동향열차는 여름에 글레이셔 국립공원 인근의 전망이 좋은 지역을 지나도록 시간표가 짜여 있다.

## 개요
엠파이어 빌더(제임스 제롬힐의 통칭으로 제국 건설자를 뜻한다.), 그레이트 노던 철도 시카고 벌링턴 퀸시 철도(영어: Chicago Burlington and Quincy Railroad)와 스포캔 포틀랜드 앤드 시애틀 철도(영어: Spokane Portland and Seattle Railway)와 제휴하여 일리노이주 시카고 ~ 워싱턴주 시애틀 ~ 오리건주 포틀랜드간 1929년부터 1970년까지 운행 대륙 횡단 대표적인 여객 열차로 알려져 있다. 이 열차는 몬태나의 글레이셔 국립 공원을 경유했다. 1971년 암트랙의(영어: National Railroad Passenger Corporation) 발족될 때까지 벌링턴 노던 철도(영어: Burlington Northern Railroad)에 의해 운행되었다.
시카고에서 세인트폴간 운행 당시 빌링턴 퀸시 철도가 운영을 했으며 스포캔에서 포틀랜드간 스포캔 포들랜드 앤드 시애틀 철도가 운행했다.
1947년에 유산화된 차량을 도입 하면서 엠파이어 빌더에 사용하기 위해 진한 오렌지의 도색을 적용했다.
노던 퍼시픽 철도(영어: Northern Pacific Railway)의 노스 코스트 리미트(영어: North Coast Limited), 밀워키 철도(영어: Chicago, Milwaukee, St. Paul and Pacific Railroad)의 올림피아 하이아와사(영어: Olympian Hiawatha)와 경쟁을 했지만 1971년에 암트랙의 설립으로 회사가 운행을 계승해 현재는 매일 운행되고 있다.

## 역사
- 1929년 : 엠파이어 빌더 운행 개시
- 1947년 : 무거운 스틸 차량에서 유선형 챠랑으로 교체
- 1955년 : 돔카 (영어: Dome car) 도입
- 1970년 : 4개의 철도 회사가 통합해 벌링턴 노던 철도로 설립
- 1971년 : 암트랙 설립

## 운행 노선

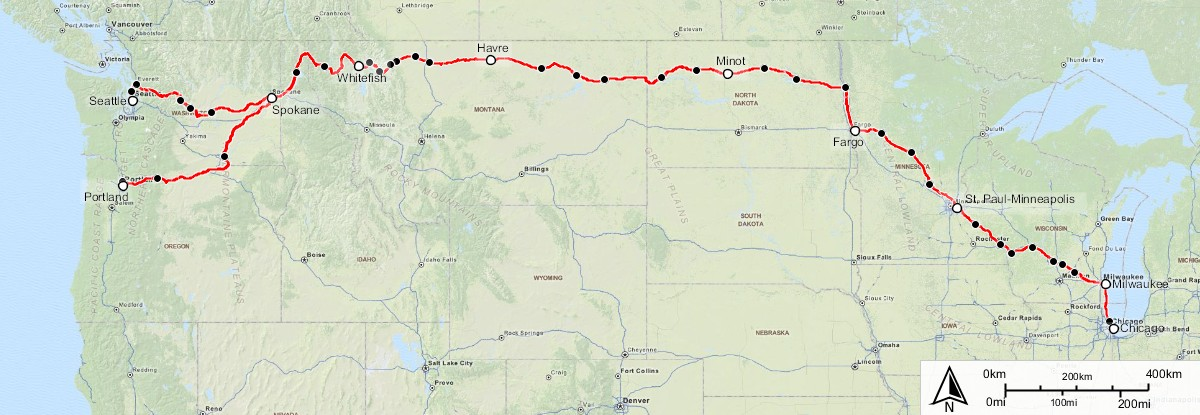
암트랙 엠파이어 빌더 노선도 (interactive map)

## 참고 문헌
- karl,Zimmermann Domeliners. Kalmbach Publishing, 1998.ISBN 0-89024-292-5
- Robert J, Wayner. Passenger Train Consists 1923-1973 Wayner Publications

## 사진

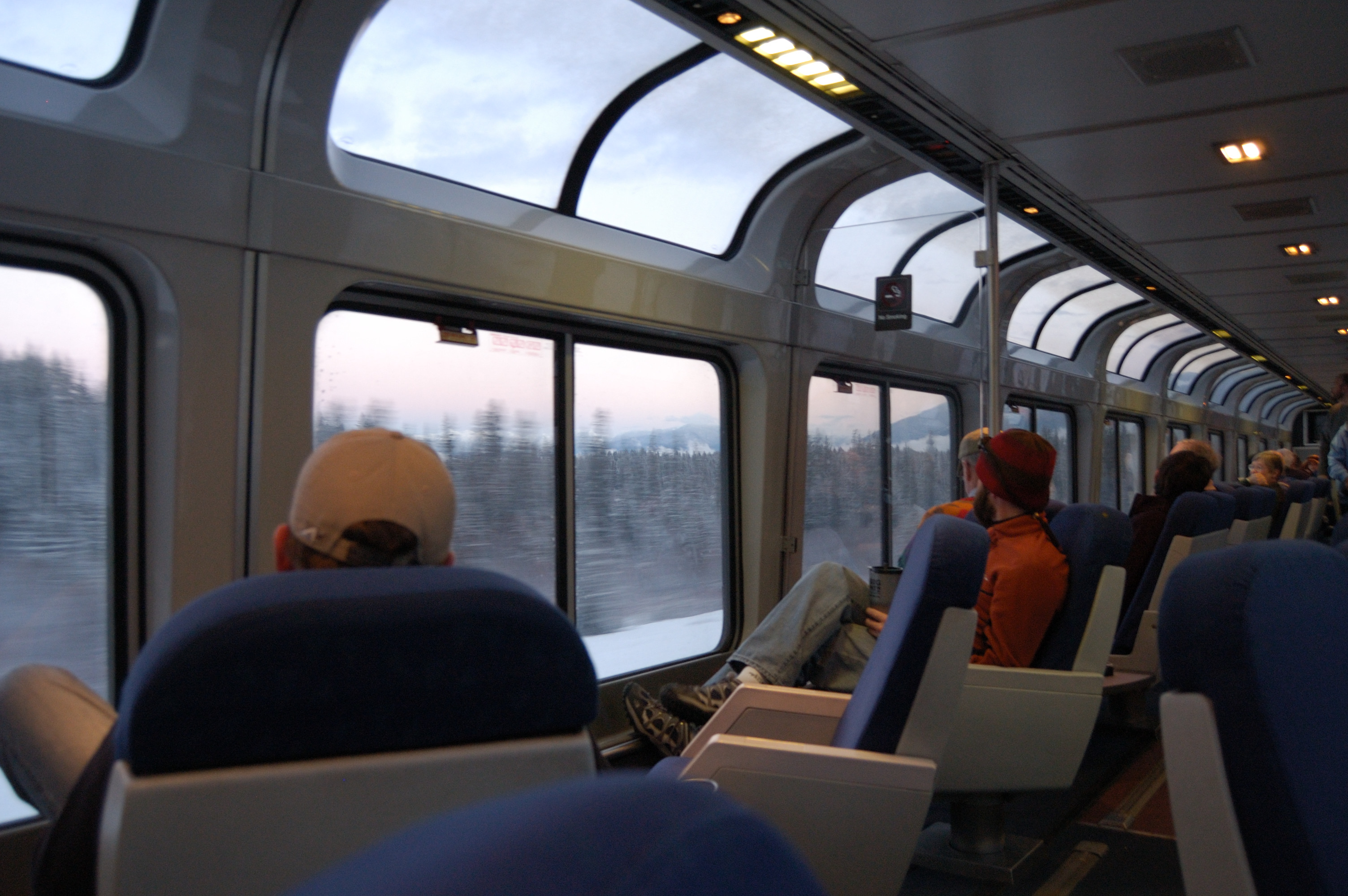
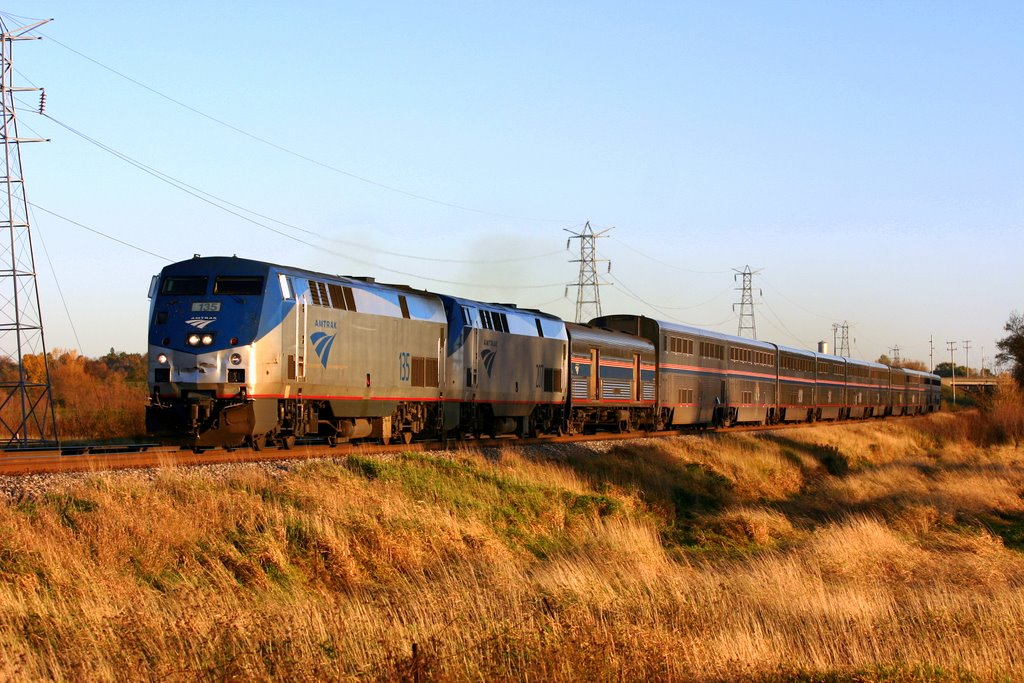
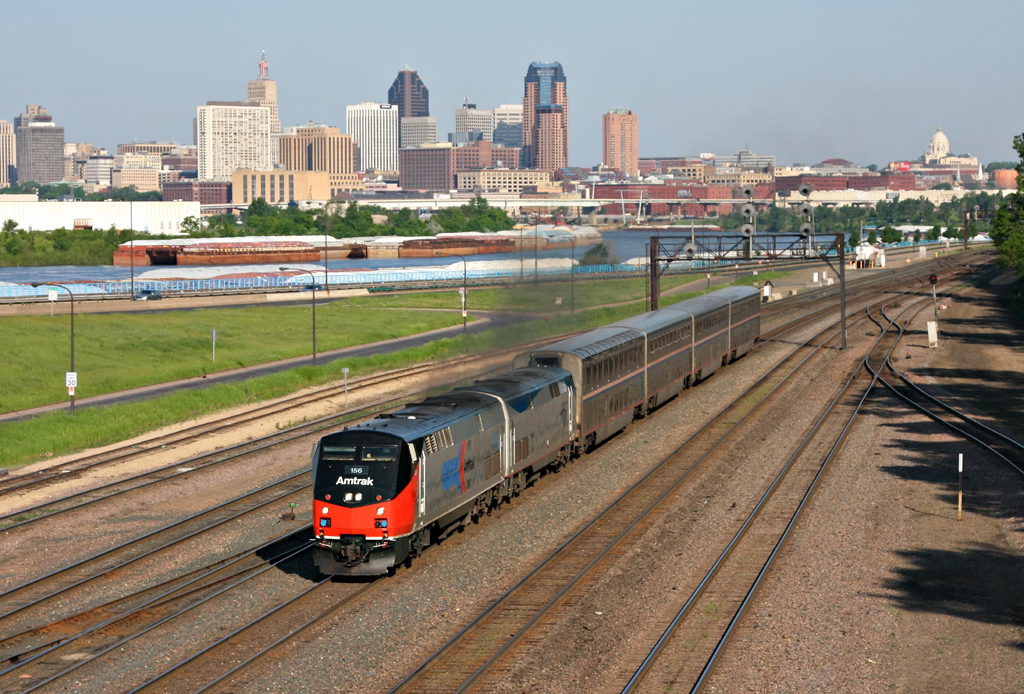
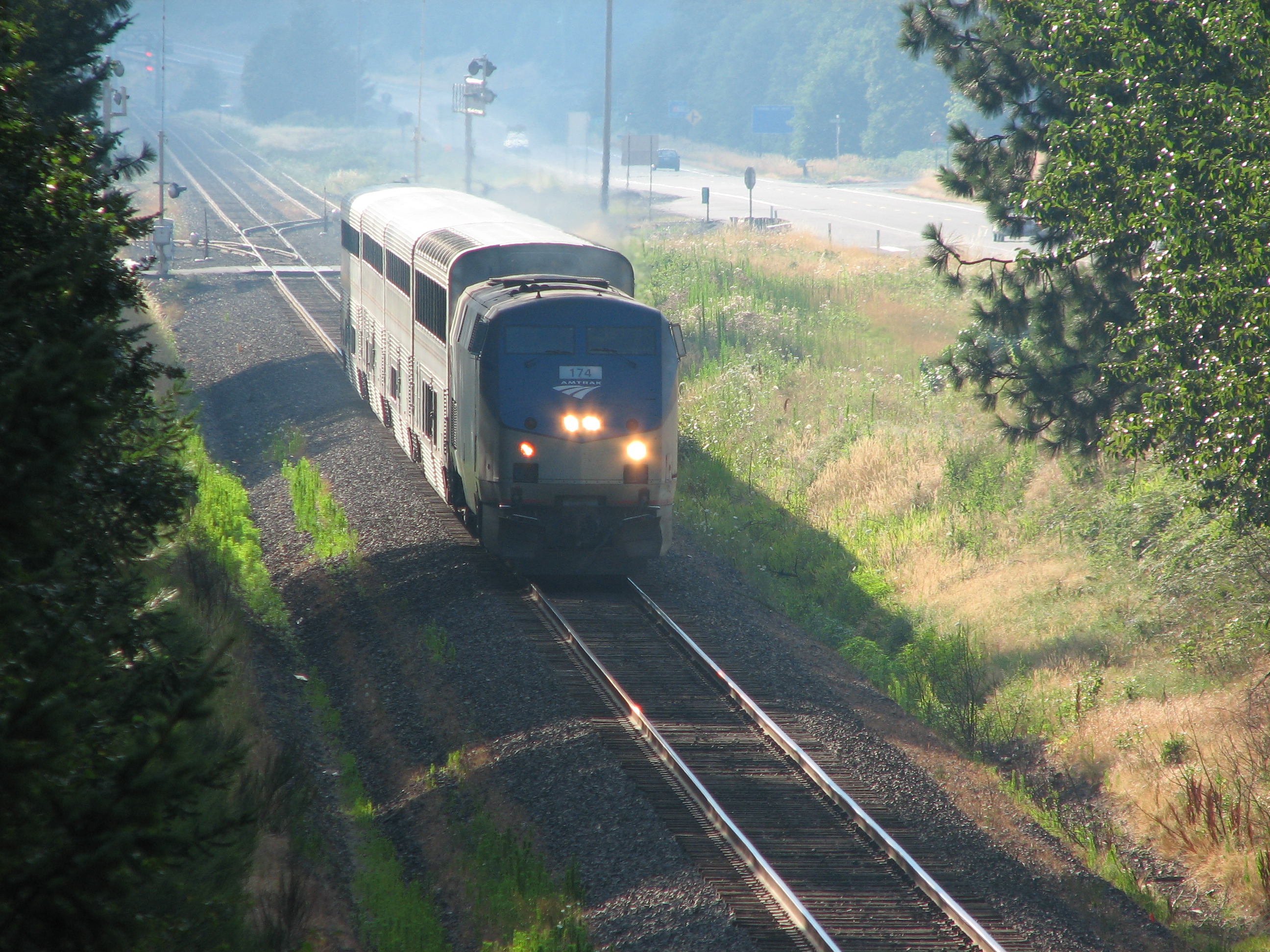